# Nikolaï Vassilievitch Fiodorov
Pour les articles homonymes, voir Fedorov.
Nikolaï Vassilievitch Fiodorov (en russe : Никола́й Васи́льевич Фёдоров), né le 9 mai 1958  à Chedino (Novotcheboksarsk), en République socialiste soviétique autonome tchouvache (Union soviétique) est un ancien président de la République de Tchouvachie, en Russie. Il est ministre de l'Agriculture entre 2012 et 2015, devenant ensuite conseiller du président Vladimir Poutine.

## Biographie
Nikolaï Fiodorov est ministre de la Justice de Russie du 14 juillet 1991 au 24 mars 1993, puis est le premier président de la République tchouvache du 21 janvier 1994 jusqu'au 29 août 2010. Il est partisan des réformes du marché et est réélu en 1998 et 2001. 
Fiodorov s'oppose aux politiques du président russe Boris Eltsine en Tchétchénie, puis aux initiatives de réforme fédérale de Vladimir Poutine en 2000.
Nikolaï Fiodorov, qui appartient à l'ethnie tchouvache, est marié, a un fils avocat et une fille. En plus du tchouvache, il parle russe et allemand.

## Décorations
- Ordre du Mérite pour la Patrie, 4e classe 9 mai 1998, pour sa contribution exceptionnelle au renforcement de l'État russe et de nombreuses années de travail.
- Ordre du Mérite pour la Patrie, 3e classe 5 aout 2003, pour les services rendus à l'État et une contribution au développement socio-économique de la République de Tchouvachie.
- Ordre de l'Honneur, 11 septembre 2008, pour sa contribution exceptionnelle au développement socio-économique.